# Українська (станиця)
45°56′29″ пн. ш. 39°49′30″ сх. д. / 45.941302777778° пн. ш. 39.824961111111° сх. д.
Українська — станиця у Павлівському районі Краснодарського краю.
Входить до складу Старолеушківського сільського поселення.

## Географія
Розташована на річці Челбас, за 5 км на південний схід від станиці Старолеушківської.

### Вулиці
| - вул. Б. Хмельницького, - вул. Гагаріна, - вул. Герцена, - вул. Карла Маркса, - вул. Коротка, - вул. Коротка Перша, - вул. Крайова, - вул. Курчатова, | - вул. Леніна, - вул. Миру, - вул. Набережна, - вул. Некрасова, - вул. Урицького, - вул. Шкільна, - вул. Шосейна, - вул. Южна. |

## Історія
1890 року козаками станиці Новотитарівської засновано хутір Новотиторівський, адміністративно зарахований до станиці Старолеушківської; в 1915 році хутір отримав статус станиці та назву Українська.

## Населення
| Рік  | Чисельність населення |
| ---- | --------------------- |
| 2002 | 774                   |
| 2010 | 645                   |
| 2021 | 618                   |